# ام‌النمل
اُمّ‌النَمِل یکی از جزیره‌های خلیج فارس متعلق به کشور کویت است.این جزیره کوچک در خلیج کویت و در فاصله نزدیک از شهر کویت قرار گرفته.
فاصلهٔ نزدیک‌ترین نقطه این جزیره به کرانهٔ اصلی کویت ۶۰۰ متر است. نام ام‌النمل در عربی به معنای «مادر مورچگان» است. در این جزیره بازمانده‌هایی از دوران اسلامی و دوره برنز دیده می‌شود.
برخی منابع این جزیره را جز امارات متحده معرفی کرده اند. امارات متحده عربی دارای بیش از ۲۰۰ جزیره است.  